# Daniel Nesquens
Daniel Nesquens (Zaragoza, 1967) es un escritor español especializado en literatura infantil. 
Inició su carrera como escritor a principios de la década de los 2000. Entre otros galardones, ha obtenido cuatro  menciones especiales White Raven: en 2022 por Hasta (casi) cien bichos; en 2006 por Una nube y por 6-colores, y en 2007 por Mi familia. Obtuvo el primer premio del Certamen Internacional del Álbum Ilustrado Ciudad de Alicante en 2001 junto al ilustrador Fino Lorenzo por el álbum Mermelada de fresa, y el segundo premio en el certamen de 2006 con el álbum Papá tenía un sombrero, ilustrada por Jesús Cisneros. En febrero de 2011 se le concedió el VII Premio Anaya de Literatura Infantil y Juvenil por El hombre con el pelo revuelto y el 22 de marzo de 2011 se anunció que su libro Mi Vecino de Abajo resultó ganador del Premio Barco de Vapor. En 2014 gana el I Premio Internacional de Álbum Infantil Ilustrado Ciudad de Benicarló, junto al ilustrador Goyo Rodríguez, por Una casa distinta. En 2019 vuelve a ganar el Premio Anaya de LIJ con Mi abuelo tenía un hotel.

## Obras
Novelas y cuentos
- Diecisiete cuentos y dos pingüinos (2000), Anaya, ilustraciones de Emilio Urberuaga.
- Mi casa (2001), Imaginarium, ilustraciones de Ana Lartitegui.
- Mermelada de fresa (2001), Anaya, ilustraciones de Fino Lorenzo.
- Una travesura (2001), La Galera, ilustraciones de Roger Simó.
- Y tú ¿cómo te llamas? (2002), Anaya, ilustraciones de Elisa Arguilé.
- Kangu va de excursión (2002), Anaya, ilustraciones de Elisa Arguilé.
- Hasta (casi) cien bichos (2002), Anaya, ilustraciones de Elisa Arguilé.
- No sé nadar, ¿y qué? (2002), La Galera, ilustraciones de Mikel Valverde.
- El canario de Brunéi (2002), Edelvives, ilustraciones de David Guirao Tarazona.
- Operación J (2002), Diálogo, ilustraciones de Alberto Gamón.
- Días de clase (2004), Anaya, ilustraciones de Emilio Urberuaga.
- Papás (2004), La Galera, ilustraciones de Magalí Colomer.
- Una nube (2005), Anaya, ilustraciones de Elisa Arguilé.
- El ciempiés (2005), Anaya, ilustraciones de Fino Lorenzo.
- ¿Dónde está Gus? (2005), Anaya, ilustraciones de Elisa Arguilé.
- Cama-camaleón (2005), Aldeasa, ilustraciones de Antonia Santolaya Ruiz-Clavijo.
- Un pez bajo la lluvia (2005), Planeta & Oxford, ilustraciones de Rafa Vivas.
- 6 colores (2005), Spr Msh S.C., con Antonio Ventura y Victoria Pérez Escrivá, ilustraciones de Claudia Ranucci.
- El barquito de papel (2006), Anaya, ilustraciones de Leticia Ruifernández.
- Después de merendar (2006), Anaya, ilustraciones de Alekos.
- Mi familia (2006), Anaya, ilustraciones de Elisa Arguilé.
- El domador de osos (2006), Edelvives.
- Pingüino y Penguin (2006), Lynx, ilustraciones de Cristina Durán.
- El sombrero volador (2006), Dandelion, ilustraciones de Elisa Arguilé.
- Papá tenía un sombrero (2007), Anaya, ilustraciones de Jesús Cisneros.
- El vecino diablo (2007), Imaginarium, ilustraciones de Silvia Bautista.
- Puré de guisantes (2007), Anaya, ilustraciones de Elisa Arguilé.
- Ayer sábado (2007), texto, ilustraciones de Sergei.
- Un regalo de cumpleaños (2007), Edebé, ilustraciones de Ana Lóbez.
- En el último minuto (2007), Fundación Real Zaragoza, ilustraciones de Luis Grañena.
- Pájaros en la cabeza (2007), SM, ilustraciones de Teresa Novoa.
- Como pez en el agua (2007), Thule, ilustraciones de Riki Blanco.
- Noel, el león que no sabía rugir (2007), La Brújula, ilustraciones de Ana Lóbez.
- Marcos Mostaza uno (2008), Anaya, ilustraciones de Claudia Ranucci.
- Marcos Mostaza dos (2008), Anaya, ilustraciones de Claudia Ranucci.
- El vecino diablo (2008), Imaginarium, ilustraciones de Silvia Bautista.
- Óscar sabe muchas cosas (2008), Everest, ilustraciones de Paula Alenda.
- Cuando el caracol y quince más (2008), Edelvives, ilustraciones de Elena Queralt.
- Caminando sobre el alambre (2008), Thule, ilustraciones de Arianne Faber.
- Siete días 7 cuentos (2008), Imaginarium, ilustraciones de Pablo Amargo, Isidro Ferrer, Elena Odiozola, Noemí Villamuza, Javier Zabala, Elisa Arguilé y Violeta Lópiz.
- Aquel mundo (2008), SM, ilustraciones de Antonio Santos.
- La gallina crestazul (2009), Almadraba, ilustraciones de Mariona Cabassa.
- El paraguas mágico (2009), Pearson, ilustraciones de Anuska Allepuz.
- Una nueva casa (2009), SM, ilustraciones de Jesús Cisneros.
- Marcos Mostaza tres (2009), Anaya, ilustraciones de Claudia Ranucci.
- Papá tatuado (2009), A buen paso, ilustraciones de Sergio Mora.
- Marcos Mostaza cuatro (2010), Anaya, ilustraciones de Claudia Ranucci.
- Marcos Mostaza cinco (2010), Anaya, ilustraciones de Claudia Ranucci.
- Zaragoza: un recorrido en pictogramas (2010), SM y FSM, ilustraciones de Jesús Cisneros.
- Seis leones (2010), Cidcli, México, ilustraciones de Alberto Gamón.
- El día en el que... (2010), Oxford University Press, ilustraciones de Federico Delicado.
- El hombre con el pelo revuelto (2010), Anaya, ilustraciones de Emilio Urberuaga. VII Premio Anaya de Literatura Infantil y Juvenil, 2010.
- Inocencio X en Cinco cuentos sobre Velázquez (2010), Oxford Press University.
- Mi vecino de abajo (2011), Premio Barco de Vapor 2011.
- Il regalo (2010), Topipittori, Milán, ilustraciones de Valerio Vidali.
- San Jorge y el dragón (2011) junto al ilustrador David Guirao.
- Magia (2011), Thule, ilustraciones de Elisa Arguilé.
- Abrazos (2011), con Rafa Vivas, Algar.
- Este soy yo (2011), EGN, ilustraciones de Jesús Sotés.
- Arlindo Yip (2013)
- El paseador de perros 2014
- "Buenos amigos"(2017), El barco de Vapor, ilustraciones de Zuriñe Aguirre.

" Un abuelo inesperado, edit. SM.
El club de los mentirosos, edit. SM.
Dieciséis cuentos y tres tigres, Anaya.
Mi abuelo tenía un hotel, Anaya.
Un día de tormenta, A buen paso.
Teatro
- Simoon en la Luna (2009), espectáculo teatral infantil producido e interpretado por la compañía teatral Los Navegantes (anteriormente Pingaliraina) y dirigido por Alberto Castrillo-Ferrer.

Zootrpus Cirkus (2017), espectáculo teatral interpretado por Zootropo Teatro. Dirigido por Laura Gómez-lacueva y Mariano lasheras.
Traducciones
- El cofre de los horrores. Cuentos de terror, trucos y juegos (2007), de Janet Sacks, Madrid, Bruño.

Artículos en revistas
- "Del humor a sus concomitancias", en  Peonza: Revista de literatura infantil y juvenil, N.º 86 (El humor en la literatura infantil), 2008, págs. 17-20.

Colaboraciones en obras colectivas
- "Praxis luego existo", en Rosa Tabernero Sala, José Domingo Dueñas Lorente y José Luis Jiménez Cerezo (coords.): Contar en Aragón: palabra e imagen en el discurso literario infantil y juvenil, Universidad de Zaragoza y Prensas Universitarias de Zaragoza: Instituto de Estudios Altoaragoneses, Actas, n.º 28, 2006, págs. 201-205.